# Rezerwat przyrody Jezioro Drzezno
Rezerwat przyrody Jezioro Drzezno – wodny rezerwat przyrody, położony w województwie mazowieckim w gminie wiejskiej Gostynin (powiat gostyniński) oraz w gminie Łąck (powiat płocki). Leży w otulinie Gostynińsko-Włocławskiego Parku Krajobrazowego.
Został ustanowiony 29 listopada 2008 roku rozporządzeniem wojewody mazowieckiego z 29 października 2008 roku.
Celem ochrony rezerwatu jest zachowanie ekosystemu jeziora z naturalnym, strefowym układem zbiorowisk.
Powierzchnia rezerwatu wynosi 30,36 ha, natomiast powierzchnia jego otuliny – 237,16 ha.
Na terenie rezerwatu znajdują się miejsca gniazdowania lub żerowania takich ptaków jak: bąk, bocian biały, błotniak stawowy, lelek, dzięcioł czarny.